# Turó de la Serra (Font-rubí)
El Turó de la Serra és una muntanya de 398 metres que es troba al municipi de Font-rubí, a la comarca de l'Alt Penedès.